# Podari
Podari è un comune della Romania di 6704 abitanti (dato 2009),   ubicato nel distretto di Dolj, nella regione storica dell'Oltenia.
Il comune è formato dall'unione di 5 villaggi: Balta Verde, Braniște, Gura Văii, Livezi, Podari.